# 오픈 마켓
오픈 마켓(한국어식 영어: open market)/열린 장터 또는 온라인 장터/온라인 마켓플레이스(영어: online marketplace 또는 online e-commerce marketplace)은 기존의 온라인 쇼핑몰과 다르게 다수의 개인 판매자들(multiple third parties)이 인터넷에 직접 상품이나 서비스 정보(product or service information)를 올려 전자 상거래가 이루어지는 곳이다. 온라인 쇼핑몰에서의 중간 유통 이윤을 생략하고 판매자와 구매자를 직접 연결시켜 줌으로써 기존보다 저렴한 가격으로 판매할 수 있다.
대표적인 오픈 마켓 웹사이트로는 네이버스토어, G마켓, 옥션, 11번가 등이 있다.

## 같이 보기
- 온라인 쇼핑
- 소셜 커머스